# Гуменний Володимир Дмитрович
Володи́мир Дми́трович Гуме́нний (нар. 20 жовтня 1992, с. Безводне (Могилів-Подільський район), Вінницька область) — український художник і дизайнер. Член Національної спілки художників України (2024).

## Біографія
Народився 20 жовтня 1992 року в с. Безводне Ямпільського району (тепер Ямпільської міської громади Могилів-Подільського району Вінницької області. Навчався у Вінницькому вищому художньому професійно-технічному училищі № 5 (2008—2011), де здобув спеціальності «Монтажник експозиції та художньо-оформлювальних робіт» та «Виробник художніх виробів з кераміки, дерева», пізніше — у Вінницькому коледжі Київського університету культури (2011—2012) за спеціальністю «Дизайнер-виконавець». У 2012—2014 роках навчався на Вінницькому факультеті Київського національного університету культури і мистецтв за спеціальністю «Дизайн», а у 2014—2015 роках — за спеціальністю «Дизайн середовища».

З 29 березня 2023 року мобілізований до Збройних сил України. 2024 року його прийнято до лав НСХУ.

## Творчість
Працює в техніці акварелі, станкової графіки в жанрах портрету, пейзажу.

Серед знакових робіт початку 2020-х років — акварелі «Бабусин дворик», «Тепла зима у Вінниці», «В блакитному мареві».

Виставляється на колективних виставках вінницьких художників.